# Gherardello da Firenze
Gherardello da Firenze (ook Francesco di Niccolò of Ghirardellus de Florentia) (ca. 1320-1325 - 1362 of 1363) was een Italiaans componist van het Trecento. Hij was een van de eerste componisten van de periode die ook wel bekendstaat als de Italiaanse ars nova.
Hoewel Gherardello in zijn tijd vooral bekend was om zijn geestelijke muziek, is er maar weinig van bewaard gebleven. Zijn Gloria en een Agnus Dei behoren tot het handvol overgebleven missen van Italiaanse componisten van vóór 1400. De stijl van Gherardello's missen is te vergelijken met die van het madrigaal, maar meer ingetogen emotioneel. Ze zijn geschreven voor twee stemmen, die samen het merendeel van de tijd zingen, met af en toe passages waarin ze om beurt zingen.
Van Gherardello's wereldlijke muziek is er meer overgebleven: tien madrigalen, alle voor twee stemmen, en vijf ballata's, alle voor één stem, en een zeer beroemde caccia, Tosto che l'Alba voor drie stemmen. Stilistisch is zijn muziek typisch voor het vroege Trecento, met stemmen die meestal dezelfde woorden tezelfdertijd zingen, met uitzondering van de caccia, waarbij de bovenste twee stemmen een snel bewegende canon zingen, en de laagste stem een vrijer gedeelte, samengesteld uit langere noten.
De meeste muziek van Gherardello is bewaard gebleven in de 15e-eeuws Squarcialupi Codex, hoewel verscheidene andere manuscripten, alle uit Toscane, ook werken van hem bevatten. Een portret op de pagina's van de Codex gewijd aan zijn muziek is waarschijnlijk een afbeelding van Gherardello zelf, aangezien elke componist in dit verluchte handschrift is afgebeeld.
- Biblioteca Nacional de España: XX1773952
- Bibliothèque nationale de France: cb13894421v (data)
- Gemeinsame Normdatei: 11549510X
- International Standard Name Identifier: 0000 0000 6043 272X
- Library of Congress Control Number: n85231488
- Nationale Bibliotheek van Letland: 000339423
- MusicBrainz: c322b6e0-1e05-4545-9c3a-da01597c7596
- Nationale Bibliotheek van Israël: 987007406766605171
- LIBRIS: 212583
- Système universitaire de documentation: 171595122
- Virtual International Authority File: 76500169
- WorldCat: E39PBJmtDHWcJYhcCYpBfYk7HC